# Bembidion insulatum
Bembidion insulatum är en skalbaggsart som beskrevs av Leconte 1852. Bembidion insulatum ingår i släktet Bembidion och familjen jordlöpare. Inga underarter finns listade i Catalogue of Life.